# Oulton Park
Oulton Park Circuit är en racerbana belägen i Little Budworth i Cheshire i England. Den långa versionen av banan är 4 333 meter lång medan den korta är 2 662 meter lång. Oulton Park byggdes 1953. Banan används bland annat till BTCC.